# 宜昌路 (上海)
宜昌路是中国上海市普陀区东南部蘇州河南岸的一条东西向马路，东起昌化路，西至常德路以西。原长1108米，宽11.5～12.5米，车行道宽8.5～9.0米。清光绪三十四年（1908年）工部局地图上已标有此路，以湖北宜昌命名。

## 沿革
1956年，上海市人民政府在宜昌路、昌化路、莫干山路以及浙江路、河南路一带苏州河护岸修筑砖石结构的壁立式防汛岸墙。1985年1月，普陀区人民政府决定彻底改建药水弄。计划拓宽常德路和宜昌路，埋设水、电、煤气等管网，动迁居民3581户，大小单位75个。

## 交汇道路
- 昌化路
- 江宁路
- 陕西北路
- 西康路
- 常德路
- 镇坪路

## 沿街建筑
- 苏州河梦清园环保主题公园
- 浅水湾文化艺术中心
- 江宁学校（明山校区）
- 宜昌路救火会 (上海市优秀历史建筑)
- 上海第二工业大学（继续教育学院）
- 长寿路派出所
- 同济大学第二附属中学